# یامادا اموساکو

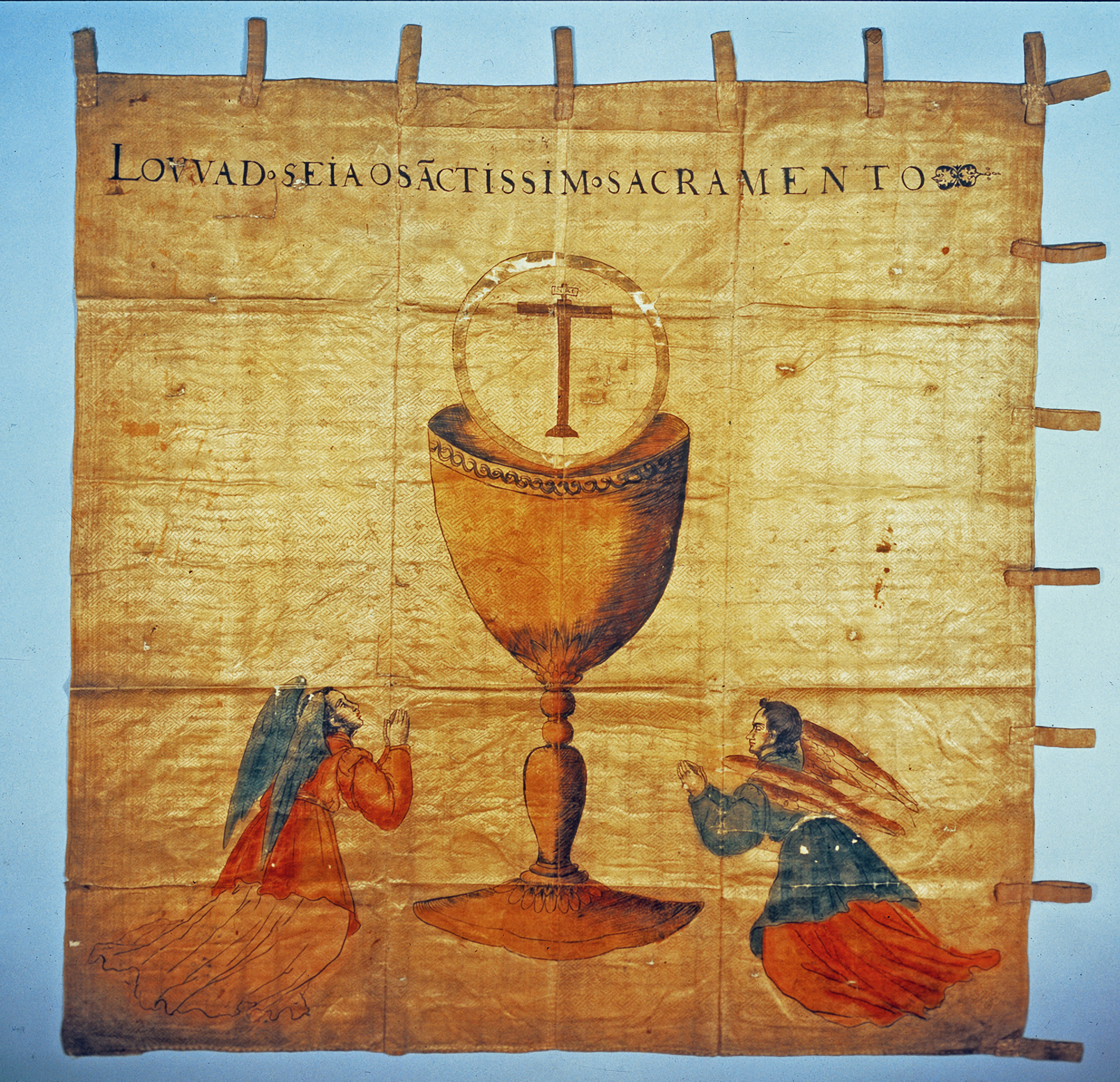
پرچم آماکوسا شیرو احتمالاً توسط یامادا اموساکو کشیده شده است. این نقاشی در موزه مسیحیان آماکوسا نگهداری می‌شود

یامادا اموساکو (به ژاپنی: 山田右衛門作) (۱۶۵۷– ۱۵۷۵) یک نقاش ژاپنی در نیمه اول دوره ادو و به عنوان تنها بازمانده از شورشیان شورش شیمابارا که در قلعه هارا پناه گرفته بودند، شناخته می‌شود.
وی نقاشی را از پرتغال‌های مقیم ژاپن فرا گرفته بود. به عنوان نقاش سبک فرنگی برای آریما نائوزومی، ماتسوکورا شیگه‌ماسا و ماتسوکورا شیگه‌ماسا کار می‌کرد.
در زمان شورش شیمابارا او در نزدیک مینامی‌شیمابارا، ناگاساکی زندگی می‌کرد هنگامی‌که تمامی اهالی روستای او در قلعه هارا سنگر گرفتند او نیز با آنان همراه شد و در داخل قلعه به عنوان معاون آماکوسا شیرو از قلعه دفاع کرد. او قصد داشت که با استفاده از تیرکمان یک پیغام مخفی به سپاه محاصره کننده قلعه بفرستد که در این کار ناموفق شد و به جرم جاسوسی اندکی قبل از سقوط قلعه در زندان قلعه زندانی شد. پس از سقوط قلعه تمامی شورشیان اعدام شدند ولی او توانست با نشان دادن نامه یادشده خود را از مرگ برهاند اما زن و فرزندان او قبل از سقوط قلعه به دست شورشیان کشته شده بودند.
پس از پایان شورش او به ادو برده شد و مورد بازپرسی قرار گرفت. گفته‌های او در این بازپرسی تنها منبع بسیار مهم برای شرح وقایعی هستند که در طی شورش در قلعه گذشته است.